# Salix salvifolia
Salix salvifolia är en videväxtart. Salix salvifolia ingår i släktet viden, och familjen videväxter.

## Underarter
Arten delas in i följande underarter:
- S. s. australis
- S. s. salvifolia

## Bildgalleri

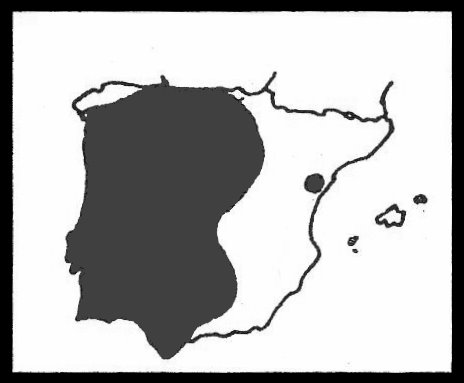